# Nosní kost
Nosní kost (latinsky: Os nasale) je párová kost, která je součástí lebky člověka. Má tvar obdélníku, její horní okraj se spojuje s pars nasalis čelní kosti (os frontale) a laterální okraj s processus frontalis maxillae. Přední plocha kosti je hladká a proděravěná několika otvůrky (foramina nasalis), kterými procházejí nervy a cévy. Na zadní straně je sulcus ethmoidalis, otisk od nervu, který tudy prochází. Vnitřní okraje nosových kostí tvoří šev (sutura internasalis). Svými vnitřními plochami přiléhají ke spina frontalis čelní kosti a lamina perpendicularis čichové kosti (os ethmoidale). Nosní kosti tvoří kostěný podklad nosu. U mužů bývá zahloubení „žlábku“ mezi čelní a nosní kostí větší, což je jeden z pohlavních rozdílů na lebce.

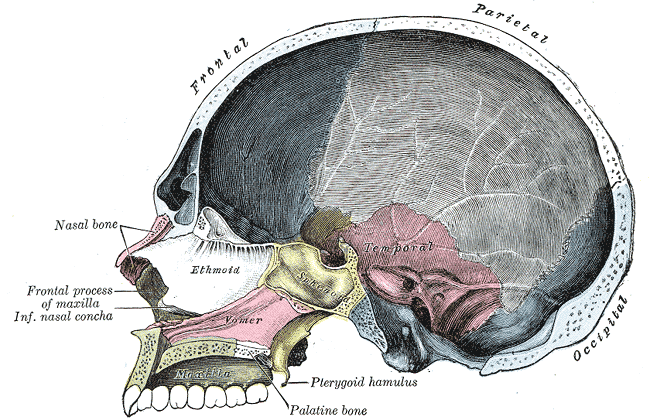
Sagitální řez lebkou, nosní kost je úplně vlevo růžovou barvou Gray's Anatomy, 1918
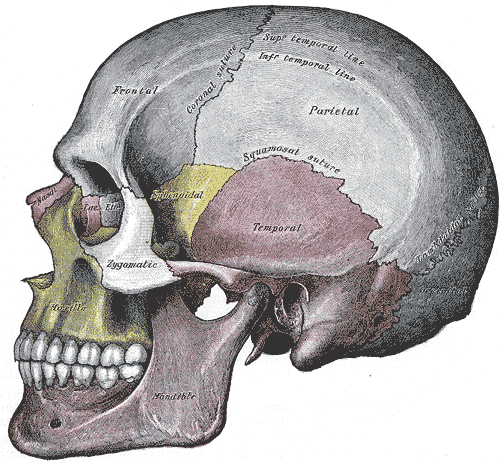
Lebka, laterální pohled; nosní kost je úplně vlevo růžovou barvou Gray's Anatomy, 1918